# Wahlkreis Lodi (Camera dei deputati)
Der Wahlkreis Lodi war von 1993 bis 2005 und ist seit 2017 wieder ein Wahlkreis (italienisch collegio elettorale) für die Wahl der Abgeordnetenkammer.

## Von 1993 bis 2005

### Wahlkreisgebiet
Der Wahlkreis umfasste 42 Gemeinden: Abbadia Cerreto, Boffalora d’Adda, Borghetto Lodigiano, Borgo San Giovanni, Brembio, Casaletto Lodigiano, Casalmaiocco, Caselle Lurani, Castiraga Vidardo, Cavenago d’Adda, Cervignano d’Adda, Comazzo, Cornegliano Laudense, Corte Palasio, Crespiatica, Galgagnano, Graffignana, Guardamiglio, Livraga, Lodi, Lodi Vecchio, Marudo, Massalengo, Merlino, Montanaso Lombardo, Mulazzano, Orio Litta, Ospedaletto Lodigiano, Ossago Lodigiano, Pieve Fissiraga, Salerano sul Lambro, San Martino in Strada, San Rocco al Porto, Sant’Angelo Lodigiano, Secugnago, Senna Lodigiana, Somaglia, Sordio, Tavazzano con Villavesco, Valera Fratta, Villanova del Sillaro und Zelo Buon Persico.

### Wahlergebnisse

#### Parlamentswahl 1994

##### Direktstimmen
| Kandidaten               | Kandidaten            | Parteien                                 | Stimmen | %    |
| ------------------------ | --------------------- | ---------------------------------------- | ------- | ---- |
|                          | Andrea Gibelligewählt | Polo delle Libertà (FI – LN – CCD – UdC) | 50.832  | 51,1 |
|                          | Ercole Ongaro         | Progressisti                             | 24.421  | 24,6 |
|                          | Angelo Pagani         | Patto per l’Italia                       | 14.663  | 14,7 |
|                          | Stefano Franchi       | Alleanza Nazionale                       | 5.700   | 5,7  |
|                          | Dario Livraghi        | Lista Marco Pannella – Riformatori       | 3.820   | 3,8  |
| Gesamt                   | Gesamt                | Gesamt                                   | 99.436  | 100  |
|                          |                       |                                          |         |      |
| Ungültige Stimmen        | Ungültige Stimmen     | Ungültige Stimmen                        | 5.810   | 5,5  |
| Wähler                   | Wähler                | Wähler                                   | 105.246 | 93,6 |
| Wahlberechtigte          | Wahlberechtigte       | Wahlberechtigte                          | 112.413 |      |
|                          |                       |                                          |         |      |
| Quelle: Innenministerium |                       |                                          |         |      |

##### Listenstimmen
| Parteien                             | Parteien             | Parteien                           | Stimmen | %    |
| ------------------------------------ | -------------------- | ---------------------------------- | ------- | ---- |
|                                      | Polo delle Libertà   | Forza Italia                       | 30.268  | 30,2 |
| Lega Nord                            | Polo delle Libertà   | 17.000                             | 17,0    |      |
| ↳ Gesamt                             | Polo delle Libertà   | 47.268                             | 47,2    |      |
|                                      | Progressisti         | Partito Democratico della Sinistra | 16.879  | 16,9 |
| Partito della Rifondazione Comunista | Progressisti         | 6.010                              | 6,0     |      |
| Partito Socialista Italiano          | Progressisti         | 1.499                              | 1,5     |      |
| Alleanza Democratica                 | Progressisti         | 1.169                              | 1,2     |      |
| La Rete                              | Progressisti         | 929                                | 0,9     |      |
| ↳ Gesamt                             | Progressisti         | 26.486                             | 26,4    |      |
|                                      | Patto per l’Italia   | Partito Popolare Italiano          | 15.398  | 15,4 |
|                                      | Alleanza Nazionale   | Alleanza Nazionale                 | 5.208   | 5,2  |
|                                      | Lista Marco Pannella | Lista Marco Pannella               | 4.155   | 4,1  |
|                                      | Lega Alpina Lumbarda | Lega Alpina Lumbarda               | 1.628   | 1,6  |
| Gesamt                               | Gesamt               | Gesamt                             | 100.143 | 100  |
|                                      |                      |                                    |         |      |
| Ungültige Stimmen                    | Ungültige Stimmen    | Ungültige Stimmen                  | 5.102   | 4,8  |
| Wähler                               | Wähler               | Wähler                             | 105.245 | 93,6 |
| Wahlberechtigte                      | Wahlberechtigte      | Wahlberechtigte                    | 112.413 |      |
|                                      |                      |                                    |         |      |
| Quelle: Innenministerium             |                      |                                    |         |      |

#### Parlamentswahl 1996

##### Direktstimmen
| Kandidaten               | Kandidaten             | Parteien            | Stimmen | %    |
| ------------------------ | ---------------------- | ------------------- | ------- | ---- |
|                          | Umberto Giovinegewählt | Polo per le Libertà | 38.415  | 39,0 |
|                          | Stefano Apuzzo         | L’Ulivo             | 38.088  | 38,6 |
|                          | Andrea Gibelli         | Lega Nord           | 22.091  | 22,4 |
| Gesamt                   | Gesamt                 | Gesamt              | 98.594  | 100  |
|                          |                        |                     |         |      |
| Ungültige Stimmen        | Ungültige Stimmen      | Ungültige Stimmen   | 6.925   | 6,6  |
| Wähler                   | Wähler                 | Wähler              | 105.519 | 91,4 |
| Wahlberechtigte          | Wahlberechtigte        | Wahlberechtigte     | 115.506 |      |
|                          |                        |                     |         |      |
| Quelle: Innenministerium |                        |                     |         |      |

##### Listenstimmen
| Parteien                                          | Parteien                             | Parteien                             | Stimmen | %    |
| ------------------------------------------------- | ------------------------------------ | ------------------------------------ | ------- | ---- |
|                                                   | Polo per le Libertà                  | Forza Italia                         | 25.543  | 25,6 |
| Alleanza Nazionale                                | Polo per le Libertà                  | 10.380                               | 10,4    |      |
| CCD – CDU                                         | Polo per le Libertà                  | 5.479                                | 5,5     |      |
| ↳ Gesamt                                          | Polo per le Libertà                  | 41.402                               | 41,5    |      |
|                                                   | L’Ulivo                              | Partito Democratico della Sinistra   | 17.681  | 17,7 |
| Popolari per Prodi (PPI – SVP – PRI – UD – Prodi) | L’Ulivo                              | 7.315                                | 7,3     |      |
| Rinnovamento Italiano                             | L’Ulivo                              | 3.844                                | 3,8     |      |
| Federazione dei Verdi                             | L’Ulivo                              | 2.349                                | 2,4     |      |
| ↳ Gesamt                                          | L’Ulivo                              | 31.189                               | 31,2    |      |
|                                                   | Lega Nord                            | Lega Nord                            | 19.422  | 19,4 |
|                                                   | Partito della Rifondazione Comunista | Partito della Rifondazione Comunista | 7.864   | 7,9  |
| Gesamt                                            | Gesamt                               | Gesamt                               | 99.877  | 100  |
|                                                   |                                      |                                      |         |      |
| Ungültige Stimmen                                 | Ungültige Stimmen                    | Ungültige Stimmen                    | 5.642   | 5,3  |
| Wähler                                            | Wähler                               | Wähler                               | 105.519 | 91,4 |
| Wahlberechtigte                                   | Wahlberechtigte                      | Wahlberechtigte                      | 115.506 |      |
|                                                   |                                      |                                      |         |      |
| Quelle: Innenministerium                          |                                      |                                      |         |      |

#### Parlamentswahl 2001

##### Direktstimmen
| Kandidaten               | Kandidaten                        | Parteien           | Stimmen | %    |
| ------------------------ | --------------------------------- | ------------------ | ------- | ---- |
|                          | Vittorio Emanuele Falsittagewählt | Casa delle Libertà | 51.537  | 51,8 |
|                          | Gianfranco Peviani                | L’Ulivo            | 40.501  | 40,7 |
|                          | Marina Anna D’Orsi                | Lista Di Pietro    | 4.402   | 4,4  |
|                          | Antonio Montani                   | Democrazia Europea | 3.109   | 3,1  |
| Gesamt                   | Gesamt                            | Gesamt             | 99.549  | 100  |
|                          |                                   |                    |         |      |
| Ungültige Stimmen        | Ungültige Stimmen                 | Ungültige Stimmen  | 6.983   | 6,6  |
| Wähler                   | Wähler                            | Wähler             | 106.532 | 89,1 |
| Wahlberechtigte          | Wahlberechtigte                   | Wahlberechtigte    | 119.612 |      |
|                          |                                   |                    |         |      |
| Quelle: Innenministerium |                                   |                    |         |      |

##### Listenstimmen
| Parteien                               | Parteien                             | Parteien                             | Stimmen | %    |
| -------------------------------------- | ------------------------------------ | ------------------------------------ | ------- | ---- |
|                                        | Casa delle Libertà                   | Forza Italia                         | 36.587  | 36,5 |
| Lega Nord                              | Casa delle Libertà                   | 8.271                                | 8,3     |      |
| Alleanza Nazionale                     | Casa delle Libertà                   | 7.498                                | 7,5     |      |
| CCD – CDU                              | Casa delle Libertà                   | 2.384                                | 2,4     |      |
| ↳ Gesamt                               | Casa delle Libertà                   | 54.740                               | 54,7    |      |
|                                        | L’Ulivo                              | Democratici di Sinistra              | 15.435  | 15,4 |
| La Margherita (Dem – PPI – RI – Udeur) | L’Ulivo                              | 12.543                               | 12,5    |      |
| Il Girasole (FdV – SDI)                | L’Ulivo                              | 1.611                                | 1,6     |      |
| Partito dei Comunisti Italiani         | L’Ulivo                              | 1.456                                | 1,5     |      |
| ↳ Gesamt                               | L’Ulivo                              | 31.045                               | 31,0    |      |
|                                        | Partito della Rifondazione Comunista | Partito della Rifondazione Comunista | 6.262   | 6,3  |
|                                        | Lista Di Pietro                      | Lista Di Pietro                      | 3.766   | 3,8  |
|                                        | Lista Emma Bonino                    | Lista Emma Bonino                    | 2.562   | 2,6  |
|                                        | Democrazia Europea                   | Democrazia Europea                   | 1.531   | 1,5  |
|                                        | Paese Nuovo                          | Paese Nuovo                          | 172     | 0,2  |
|                                        | Abolizione Scorporo                  | Abolizione Scorporo                  | 82      | 0,1  |
| Gesamt                                 | Gesamt                               | Gesamt                               | 100.160 | 100  |
|                                        |                                      |                                      |         |      |
| Ungültige Stimmen                      | Ungültige Stimmen                    | Ungültige Stimmen                    | 6.380   | 6,0  |
| Wähler                                 | Wähler                               | Wähler                               | 106.540 | 89,1 |
| Wahlberechtigte                        | Wahlberechtigte                      | Wahlberechtigte                      | 119.612 |      |
|                                        |                                      |                                      |         |      |
| Quelle: Innenministerium               |                                      |                                      |         |      |

## Von 2017 bis 2020

### Wahlkreisgebiet
Der Wahlkreis umfasste Gemeinden: 

### Wahlergebnisse

#### Parlamentswahl 2018
| Kandidaten               | Kandidaten                | Stimmen | %    | Listen                                      | Stimmen | %    |
| ------------------------ | ------------------------- | ------- | ---- | ------------------------------------------- | ------- | ---- |
|                          | Claudio Pedrazzinigewählt | 79.338  | 46,9 | Lega                                        | 48.015  | 28,4 |
| Forza Italia             | Claudio Pedrazzinigewählt | 79.338  | 46,9 | 23.586                                      | 13,9    |      |
| Fratelli d’Italia        | Claudio Pedrazzinigewählt | 79.338  | 46,9 | 6.656                                       | 3,9     |      |
| Noi con l’Italia – UDC   | Claudio Pedrazzinigewählt | 79.338  | 46,9 | 1.081                                       | 0,6     |      |
|                          | Luciano Frigoli           | 40.349  | 23,9 | Movimento 5 Stelle                          | 40.349  | 23,9 |
|                          | Mauro Soldati             | 39.186  | 23,2 | Partito Democratico                         | 34.254  | 20,3 |
| +Europa                  | Mauro Soldati             | 39.186  | 23,2 | 3.758                                       | 2,2     |      |
| Civica Popolare          | Mauro Soldati             | 39.186  | 23,2 | 600                                         | 0,4     |      |
| Italia Europa Insieme    | Mauro Soldati             | 39.186  | 23,2 | 574                                         | 0,3     |      |
|                          | Chiara Valenzano          | 4.431   | 2,6  | Liberi e Uguali                             | 4.431   | 2,6  |
|                          | Luca Achille              | 1.556   | 0,9  | CasaPound Italia                            | 1.556   | 0,9  |
|                          | Massimo Roberto Gatti     | 1.456   | 0,9  | Potere al Popolo!                           | 1.456   | 0,9  |
|                          | Gabriele Vailati          | 1.204   | 0,7  | Italia agli Italiani (FT – FN)              | 1.204   | 0,7  |
|                          | Elena Taloni              | 707     | 0,4  | Il Popolo della Famiglia                    | 707     | 0,4  |
|                          | Andrea Boggiani           | 371     | 0,2  | Per una Sinistra Rivoluzionaria (SCR – PCL) | 371     | 0,2  |
|                          | Cinzia Pasquale           | 351     | 0,2  | 10 Volte Meglio                             | 351     | 0,2  |
|                          | Sebastiano Farina         | 128     | 0,1  | Partito Repubblicano Italiano – ALA         | 128     | 0,1  |
| Gesamt                   | Gesamt                    | 169.077 | 100  |                                             | 169.077 | 100  |
|                          |                           |         |      |                                             |         |      |
| Ungültige Stimmen        | Ungültige Stimmen         | 5.427   | 3,1  |                                             |         |      |
| Wähler                   | Wähler                    | 174.504 | 76,8 |                                             |         |      |
| Wahlberechtigte          | Wahlberechtigte           | 227.292 |      |                                             |         |      |
|                          |                           |         |      |                                             |         |      |
| Quelle: Innenministerium |                           |         |      |                                             |         |      |

## Seit 2020

### Wahlkreisgebiet
| Wahlkreise – Camera dei deputati – Lombardei | Wahlkreise – Camera dei deputati – Lombardei | Wahlkreise – Camera dei deputati – Lombardei |
| Provinz                                      | Provinz                                      | Gemeinden nach Provinzen ⮞ Wahlkreis |
| -------------------------------------------- | -------------------------------------------- | --- |
|                                              | Metropolitanstadt Mailand (133 Gemeinden)    | ↳ Lombardei 1: Teil Mailands ⮞ Wahlkreis Mailand – Bande Nere Teil Mailands ⮞ Wahlkreis Mailand – Buenos Aires – Venezia Teil Mailands ⮞ Wahlkreis Mailand – Loreto 40 ⮞ Wahlkreis Rozzano 31 ⮞ Wahlkreis Legnano 33 ⮞ Wahlkreis Cologno Monzese 17 ⮞ Wahlkreis Sesto San Giovanni ↳ Lombardei 4: 11 ⮞ Wahlkreis Lodi |
|                                              | Provinz Bergamo (243 Gemeinden)              | ↳ Lombardei 2: 36 ⮞ Wahlkreis Lecco ↳ Lombardei 3: 117 ⮞ Wahlkreis Bergamo 90 ⮞ Wahlkreis Treviglio |
|                                              | Provinz Brescia (205 Gemeinden)              | ↳ Lombardei 3: 37 ⮞ Wahlkreis Brescia 46 ⮞ Wahlkreis Desenzano del Garda 112 ⮞ Wahlkreis Lumezzane ↳ Lombardei 4: 10 ⮞ Wahlkreis Cremona |
|                                              | Provinz Como (148 Gemeinden)                 | 66 ⮞ Wahlkreis Como 82 ⮞ Wahlkreis Sondrio |
|                                              | Provinz Cremona (113 Gemeinden)              | alle ⮞ Wahlkreis Cremona |
|                                              | Provinz Lecco (84 Gemeinden)                 | alle ⮞ Wahlkreis Lecco |
|                                              | Provinz Lodi (60 Gemeinden)                  | alle ⮞ Wahlkreis Lodi |
|                                              | Provinz Mantua (64 Gemeinden)                | alle ⮞ Wahlkreis Mantua |
|                                              | Provinz Monza und Brianza (55 Gemeinden)     | 30 ⮞ Wahlkreis Monza 25 ⮞ Wahlkreis Seregno |
|                                              | Provinz Pavia (186 Gemeinden)                | 157 ⮞ Wahlkreis Pavia 29 ⮞ Wahlkreis Lodi |
|                                              | Provinz Sondrio (77 Gemeinden)               | alle ⮞ Wahlkreis Sondrio |
|                                              | Provinz Varese (138 Gemeinden)               | 101 ⮞ Wahlkreis Varese 37 ⮞ Wahlkreis Busto Arsizio |

Der Wahlkreis umfasst 100 Gemeinden: 
- alle 60 Gemeinden der Provinz Lodi;
- 29 Gemeinden der Provinz Pavia;
- 11 Gemeinden der Metropolitanstadt Mailand.

### Wahlergebnisse

#### Parlamentswahl 2022
| Kandidaten                          | Kandidaten                    | Stimmen | %    | Listen                                                  | Stimmen | %    |
| ----------------------------------- | ----------------------------- | ------- | ---- | ------------------------------------------------------- | ------- | ---- |
|                                     | Carmine Fabio Raimondogewählt | 99.724  | 54,0 | Fratelli d’Italia                                       | 56.366  | 30,5 |
| Lega per Salvini Premier            | Carmine Fabio Raimondogewählt | 99.724  | 54,0 | 25.363                                                  | 13,7    |      |
| Forza Italia                        | Carmine Fabio Raimondogewählt | 99.724  | 54,0 | 16.451                                                  | 8,9     |      |
| Noi Moderati                        | Carmine Fabio Raimondogewählt | 99.724  | 54,0 | 1.544                                                   | 0,8     |      |
|                                     | Paolo Costanzo                | 46.435  | 25,1 | Partito Democratico – Italia Democratica e Progressista | 34.786  | 18,8 |
| +Europa                             | Paolo Costanzo                | 46.435  | 25,1 | 5.440                                                   | 2,9     |      |
| Alleanza Verdi e Sinistra           | Paolo Costanzo                | 46.435  | 25,1 | 5.431                                                   | 2,9     |      |
| Impegno Civico – Centro Democratico | Paolo Costanzo                | 46.435  | 25,1 | 778                                                     | 0,4     |      |
|                                     | Valentina Barzotti            | 15.622  | 8,5  | Movimento 5 Stelle                                      | 15.622  | 8,5  |
|                                     | Bianca Baruelli               | 14.478  | 7,8  | Azione – Italia Viva                                    | 14.478  | 7,8  |
|                                     | Cristiano Schiavi             | 3.603   | 1,9  | Italexit per l’Italia                                   | 3.603   | 1,9  |
|                                     | Donatella Proietit            | 1.721   | 0,9  | Italia Sovrana e Popolare                               | 1.721   | 0,9  |
|                                     | Iara Savoia                   | 1.663   | 0,9  | Unione Popolare                                         | 1.663   | 0,9  |
|                                     | Edoardo Polacco               | 909     | 0,5  | Vita                                                    | 909     | 0,5  |
|                                     | Veronica Rinaldi              | 385     | 0,2  | Alternativa per l’Italia (PdF – Exit)                   | 385     | 0,2  |
|                                     | Silvia Mariotti               | 169     | 0,1  | Free                                                    | 169     | 0,1  |
|                                     | Rita Rocco                    | 121     | 0,1  | Noi di Centro – Europeisti                              | 121     | 0,1  |
| Gesamt                              | Gesamt                        | 184.830 | 100  |                                                         | 184.830 | 100  |
|                                     |                               |         |      |                                                         |         |      |
| Ungültige Stimmen                   | Ungültige Stimmen             | 8.079   | 4,2  |                                                         |         |      |
| Wähler                              | Wähler                        | 192.909 | 69,3 |                                                         |         |      |
| Wahlberechtigte                     | Wahlberechtigte               | 278.450 |      |                                                         |         |      |
|                                     |                               |         |      |                                                         |         |      |
| Quelle: Innenministerium            |                               |         |      |                                                         |         |      |